# Uschi Erber
Uschi Erber (* 17. Juli 1962 in Wien) ist eine österreichische Filmeditorin.
Uschi Erber wurde nach einem Praktikum im Kopierwerk der Listo-Film ab Mitte der 1980er Jahre Schnittassistentin. Seit Mitte der 1990er Jahre ist sie als selbstständige Editorin tätig.

## Filmografie (Auswahl)
- 1996: Mein Opa und die 13 Stühle
- 1996: Hochwürdens Ärger mit dem Paradies
- 2000: Wir bleiben zusammen
- 2001: Ein Vater zu Weihnachten
- 2004: Ein Baby zum Verlieben
- 2006: König der Herzen
- 2007: Die Rosenkönigin
- 2007: Gipfelsturm
- 2007–2014: Das Traumhotel (Fernsehserie, elf Folgen)
- 2008: Mord in bester Gesellschaft: Die Nächte des Herrn Senator
- 2011: Konterrevolution – Der Kapp-Lüttwitz-Putsch 1920
- 2012: Die Reichsgründung
- 2012: Oma wider Willen
- 2013, 2016: Menschen & Mächte (Fernsehdokumentarreihe, 2 Folgen)